# Gare de Pontefract Tanshelf
La gare de Pontefract Tanshelf est une gare ferroviaire du Royaume-Uni, située dans la ville de Pontefract, Yorkshire de l'Ouest en Angleterre. 
Les services à partir de Pontefract Tanshelf sont opérés par Northern Rail.